# Strada Calea Orheiului din Chișinău
Strada Calea Orheiului (până în 1991 bd. Cantemir, între 1973-83 șos. Orhei și str. Dubăsari, între 1924-44 str. Toma Ciorbă, anterior șleaul Orhei, drumul de poștă Hotin, drumul de poștă Dubăsari) se află în sectorul Rîșcani al orașului Chișinău și trece tangențial pe lângă cartierele Poșta Veche și Visterniceni. Este o magistrală lungă de 2,5 km, ce vine în oraș dinspre estul republicii, cumulând drumuri dinspre Dubăsari, Orhei, Bălți, Odesa etc. Face legătura dintre cartierele Poșta Veche, Ceucari cu centrul orașului, intersectând magistralele Calea Basarabiei și Petricani. Pe o parte a ei se întinde zona verde a parcului silvic din valea Țiganca cu câteva lacuri formate în cursul pârâului Bulbocica, iar pe partea opusă – blocuri de locuit de 1-3 etaje, construite în anii 1950, și de 4-8 etaje.
Pe str. Calea Orheiului, 90 este amplasat complexul de clădiri ale hergheliei, monument istoric și arhitectural de importanță națională ocrotit de stat.